# Mount Vaux
Mount Vaux är ett berg i Kanada.   Det ligger i provinsen British Columbia, i den centrala delen av landet, 3 000 km väster om huvudstaden Ottawa. Toppen på Mount Vaux är 2 286 meter över havet.
Terrängen runt Mount Vaux är huvudsakligen bergig, men åt sydväst är den kuperad. Trakten runt Mount Vaux är nära nog obefolkad, med mindre än två invånare per kvadratkilometer.. 
I omgivningarna runt Mount Vaux växer i huvudsak barrskog.